# Il calice d'argento
Il calice d'argento (The Silver Chalice) è un film del 1954 diretto da Victor Saville.
Girata in CinemaScope, la pellicola è tratta dal romanzo omonimo di Thomas B. Costain e segna l'esordio sul grande schermo di Paul Newman.

## Trama
Il figlio di uno schiavo greco, Basilio, abile a lavorare il legno, viene adottato da un nobile di Antiochia con una cerimonia ufficiale a cui sono presenti cinque testimoni. Il nuovo padre permette a Basilio di coltivare il proprio talento, fornendogli materiali più pregiati e consentendogli di diventare un abile intagliatore e scultore.
Alla morte del padre adottivo, lo zio corrompe uno dei testimoni presenti alla cerimonia, facendogli affermare che Basilio era stato acquistato, non adottato, e in quanto tale era ancora uno schiavo. Poiché tre testimoni sono morti, ed il quinto, Kester, non vive più ad Antiochia e non si sa dove sia andato, Basilio viene considerato uno schiavo, e quindi viene venduto.
I nuovi padroni gli fanno produrre gioielli e statue per poi rivenderli. Un giorno si presenta una cliente che chiede di parlare direttamente con Basilio: è Elena, una schiava del suo padre adottivo che lui aveva aiutato a fuggire. Ora è ricca, e lo avverte che lo zio adottivo vuole farlo uccidere. La stessa sera si presenta un anziano, che acquista Basilio dai suoi proprietari. Basilio teme che sia un sicario, ma in realtà è l'evangelista Luca, che, conoscendo le sue doti di incisore, vuole portarlo a Gerusalemme per fargli produrre un calice d'argento che dovrà contenere il Gral, la coppa con la quale Gesù celebrò l'ultima cena anni prima. Basilio inizialmente è diffidente, ma durante la discussione arrivano i veri sicari, così i due fuggono dalla finestra.
A Gerusalemme Basilio viene ospitato da Giuseppe di Arimatea, e viene incaricato di incidere i volti degli apostoli e di Gesù sulla coppa d'argento. La figlia di Giuseppe, Debora, si innamora di Basilio, che però a sua volta è innamorato di Elena. Quest'ultima lavora come assistente di Simone il Mago, che viene contattato da un gruppo di ribelli, chiamati Sicari, che lo convincono ad usare i suoi trucchi magici per aumentare la fama del gruppo.
Basilio riesce ad incidere gli apostoli sul calice, ma non si sente in grado di rappresentare Gesù. Viene dunque incaricato di portare il calice a Pietro, a Roma. Prima di partire Debora dichiara il suo amore a Basilio, che però ammette di amare Elena. Tuttavia Debora deve sposarsi per poter ereditare alcuni tesori che il padre Giuseppe custodiva ad Antiochia, e che lei vorrebbe donare ai cristiani: senza un marito, questi tesori verrebbero ereditati dal fratello, che in quanto non cristiano li avrebbe tenuti per sé (le donne non sposate non potevano ereditare), così Basilio accetta di sposare Debora.
Nel frattempo Simone il Mago incarica i suoi uomini di rubare il Gral, con l'intenzione di andare a Roma e sfidare Pietro, distruggendo il calice davanti ai suoi occhi. I suoi uomini vanno a casa di Giuseppe, che nel frattempo è morto di vecchiaia, ma non trovano il Gral: Basilio e Debora sono partiti diretti ad Antiochia, e lo hanno portato con loro.
Gli uomini di Simone li raggiungono e rubano il Gral, approfittando del fatto che Basilio e Debora dormono separati. Basilio riesce però a raggiungerli nel deserto e a recuperare il Gral. Va quindi a Roma, dove consegna a Pietro il calice d'argento, ancora incompleto in quanto manca il volto di Gesù. Anche Simone il Mago si reca a Roma, e si mette a deliziare Nerone con i suoi trucchi di magia, conquistandone i favori.
Appreso che Kester, l'ultimo testimone della sua adozione, ha un'abitazione a Roma, Basilio si reca regolarmente a casa sua, in attesa che torni dalla guerra. Un giorno Basilio viene raggiunto da Elena a casa di Kester, e le rivela di essersi sposato con Debora. Nel frattempo torna il padrone di casa, che dice a Basilio di avere un medaglione che prova la sua adozione, e che testimonierà a suo favore.
Temendo di perderlo, Elena fa chiamare Basilio da Nerone, affinché lavori presso la corte imperiale. Simone il Mago, non avendo il Gral con cui sfidare Pietro, convince Nerone a far costruire una torre, con l'intenzione di volare per dimostrare di avere poteri più grandi dei cristiani. Il giorno prima della dimostrazione, Basilio riesce finalmente a raffigurare Gesù, inoltre scopre che Debora è giunta a Roma e decide di raggiungerla l'indomani, approfittando della confusione generata dalla dimostrazione di Simone il Mago.
Il giorno dopo Simone il Mago sale sulla torre, ma ormai è impazzito ed è convinto di poter volare veramente. Rifiuta di prendere l'imbragatura, con la quale avrebbe dovuto simulare il volo, e si getta dalla torre. Nerone accusa Elena di tradimento e la costringe a gettarsi anche lei dalla torre. La folla, inferocita, va a casa di Simone il Mago per saccheggiarla e viene rubato anche il Gral. Basilio e Debora decidono di partire per Antiochia, mentre Pietro profetizza che il Gral ricomparirà quando l'umanità ne avrà più bisogno.